# Porky's Midnight Matinee
Porky's Midnight Matinee est un cartoon, réalisé par Chuck Jones et sorti en 1941, qui met en scène Porky Pig.